# Cá nhám chó râu
Cá nhám chó râu (Leptocharias smithii) là một loài của bộ Carcharhiniformes và là thành viên duy nhất của họ Leptochariidae. Loài cá đáy được tìm thấy trong vùng nước ven biển phía đông Đại Tây Dương từ Mauritanie đến Angola, ở độ sâu 10–75 m (33–246 ft). Nó thích hợp với môi trường sống bùn lầy, đặc biệt là xung quanh cửa Cá nhám chó râu đặc trưng bởi một cơ thể rất thanh mảnh, râu mũi, rãnh dài ở các góc của miệng, và răng dị hình lưỡng tính. Chiều dài tối đa của nó được biết đến là 82 cm (32 in).
Có khả năng bơi mạnh và sống cơ hội, cá nhám chó râu đã được biết đến ăn loài cá xương, không xương sống, trứng cá, và thậm chí cả đối tượng không ăn được. Nó là loài đẻ trứng với con cái mang ít nhất bảy lứa con non, và phát triển phôi được duy trì thông qua một hình cầu nhau thai độc đáo. Liên minh Bảo tồn Thiên nhiên Quốc tế (IUCN) đánh giá cá nhám chó râu là gần bị đe dọa, áp lực khai thác nặng xảy ra trong suốt phạm vi sinh sống của nó và nó được sử dụng để lấy thịt và da.

## Phân bố và môi trường sống
Cá nhám chó râu dọc theo bờ biển phía tây của châu Phi từ Mauritanie tới miền bắc Angola, mặc dù nó có thể dao động xa về phía bắc tới biển Địa Trung Hải. Loài này sinh sống ven bờ 10–75 m (33–246 ft), với nhiệt độ 20-27 °C (68-81 °F), độ mặn 35-36 ppt, và oxy hòa tan mức độ 3-4 ppm. Nó thường được tìm thấy gần đáy trên bùn, đặc biệt là xung quanh cửa sông.